# Бон-Ретіру (округ Сан-Паулу)
Бон-Ретіру (порт. Bom Retiro) — округ міста Сан-Паулу, Бразилія, розташований у субпрефектурі Се (Sé), в історичному центрі міста.
| Бразилія | Це незавершена стаття з географії Бразилії. Ви можете допомогти проєкту, виправивши або дописавши її. |